# KV-1
La serie KV fue una línea de producción de una serie de carros de combate pesados de origen soviético. Fueron bautizados con el nombre del comisario de defensa y político Kliment Voroshílov. En el momento de la invasión de la Unión Soviética por parte de Alemania en la Segunda Guerra Mundial, los KV eran los carros de combate mejor protegidos de su época, pero solo constituían el 2 % del total de las fuerzas acorazadas soviéticas el 22 de junio de 1941. Su éxito inicial en detener y diezmar a las fuerzas "panzer" le valió el sobrenombre de "matanazis".

## Diseño
Después de los pobres resultados obtenidos con el carro de combate pesado multi-torreta T-35, los diseñadores soviéticos empezaron a buscar un nuevo diseño. El T-35 cumplía los requisitos supuestos para un “tanque de ruptura” de la década de 1920 con una gran capacidad de fuego, poca movilidad y poca protección. La guerra civil española demostró la necesidad de dotar de mayor protección a los carros de combate y ésta fue la principal influencia de los diseñadores soviéticos antes del inicio de la Segunda Guerra Mundial. Se estudiaron varios diseños antes de iniciar un prototipo. Todos ellos estaban fuertemente acorazados, usaban suspensión de barra de torsión, orugas anchas, y en su manufactura se usaban laminado, moldeado y soldadura. Uno de los diseños principales era el SMK que disminuyó el número de torretas del T-35 de cinco a dos con la misma combinación de armamento. Finalmente cuando se encargó la construcción de dos prototipos, se decidió por un diseño con una sola torreta, empleando el peso sobrante en un mayor blindaje. El menor tamaño del chasis y la única torreta permitían al diseñador añadir mayor protección al vehículo, manteniendo el peso dentro de unos límites razonables.

## Combate

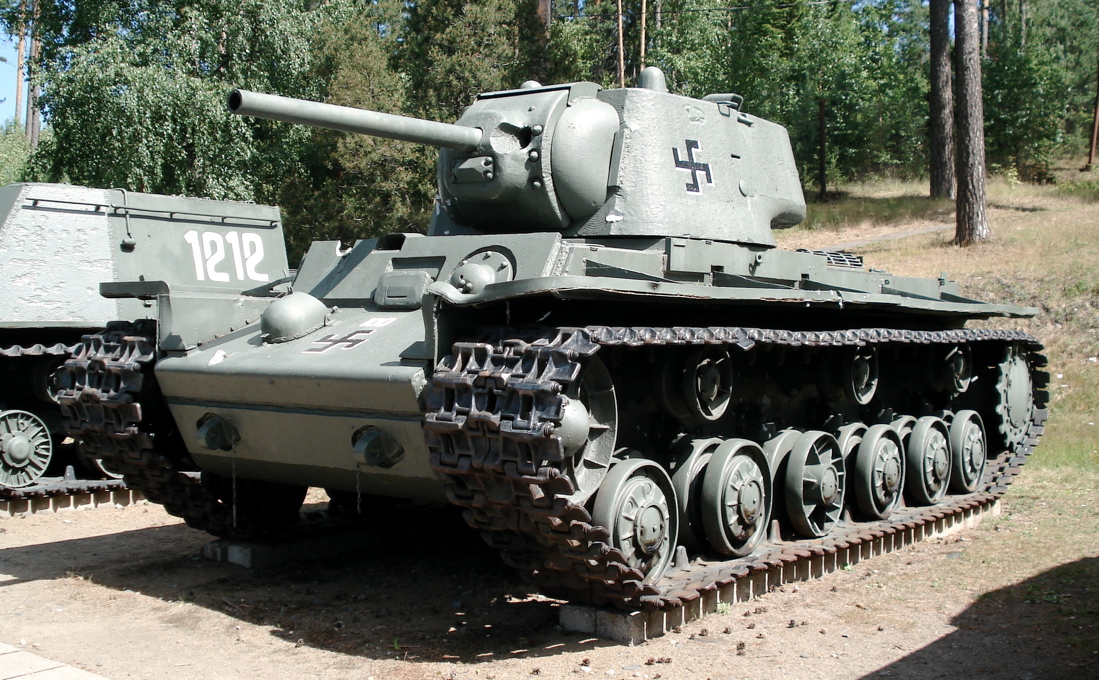
KV-1 producido en 1942, expuesto en el Museo del Tanque Finlandés en Parola.

Al entrar los soviéticos en la Guerra de Invierno los prototipos fueron enviados a ser probados en condiciones de combate. La coraza del KV demostró ser la más efectiva contra las armas anticarro finlandesas. Rápidamente se envió el KV a producción, tanto el modelo original armado con el cañón de 76,2 mm y conocido como tanque pesado KV-1, como el armado con el obús de 152 mm y conocido como tanque de artillería pesado KV-2. Al iniciarse la Operación Barbarroja, el Ejército Rojo estaba equipado con 508 KV. La mejor baza del KV-1 era su gran blindaje, tanto frontal, como lateral, que le confería la resistencia necesaria para aguantar los proyectiles de 37 mm y 50 mm alemanes. Solo el cañón de 88 mm alemán o sus variantes como el 88 mm Flak 18 Selbstfahrlafette Auf Zugkraftwagen de 12 t eran capaces de ponerlo fuera de combate a distancias normales de lucha, pero estos cañones eran muy escasos en 1941. Durante el 23 y 24 de junio de 1941, un solo KV-2 fue capaz de inmovilizar el avance de la Sexta División "Panzer" en la cabeza de puente del río Dubissa en Lituania, retrasando el avance sobre Leningrado. Los rusos denominaban a este tanque, el Mata-nazis.
Durante el desarrollo de la Batalla de Moscú, una división de carros de combate KV-1 en conjunto con algunos T-34 detuvo al 2.º Cuerpo "Panzer" alemán al mando de Heinz Guderian en Mzensk, cerca de Orel. Solo el socorro del 2.º Ejército salvó a las fuerzas de Guderian de ser totalmente destruidas.
Las 45 toneladas del KV sobrepasaban el peso de la mayoría de los carros de combate de su época y doblaba el peso del más pesado de los carros de combate alemanes. Las ventajas del KV eran una armadura impenetrable por ningún arma montada sobre otro carro de combate, a menos que fuera disparada a quemarropa a distancias por debajo de los 100 m y por los laterales, una buena potencia de fuego, y una buena flotabilidad en terrenos blandos. Sus desventajas eran su lentitud y poca maniobrabilidad, una transmisión pésima, poca visibilidad y una pobre ergonomía. A finales de 1942 los alemanes disponían de un creciente número de cañones anticarro PaK 40, capaces de perforar la armadura del KV-1 con lo que la principal ventaja que tenía con respecto al T-34 desapareció. A pesar de que el cañón de 76 mm que montaba era adecuado, era el mismo que montaba el T-34, más pequeño, rápido, barato y fácil de construir que el KV-1. Las ventajas respecto al T-34 eran un poco más de blindaje, pero al poder ser penetrado a grandes distancias por los cañones largos de 75 mm y no aportar nada diferente al T-34, se decidió finalmente apartarlo de producción y concentrarse en la producción de este último.
Los oficiales soviéticos se quejaban del mal estado en el que volvían sus KV a los talleres de reparación, pues aunque el grueso blindaje los protegía de la mayoría de los cañones enemigos, el número de impactos en la torre y la barcaza de los KV daba la impresión de que los habían maltratado. Algunas fotos muestran más de 30 impactos que no penetraron en las torres, llegando en algunas ocasiones a más 230 impactos en todo el tanque según informes alemanes. Los cañones de 88 mm antiaéreos eran los más efectivos contra estos tanques, pero la escasez de ellos ayudó a que el KV fuera un buen tanque hasta la llegada de los cañones largos de 75 mm equipados con proyectiles de punta de wolframio perforante.
Un problema compartido con la mayoría de tanques de la época era la falta de municiones. En 1941, la falta de proyectiles perforantes estaba muy extendida, dando problemas a la hora hacer frente a carros inferiores en armamento y protección. Fácilmente se podrían haber conseguido numerosas victorias parciales por los soviéticos si hubieran dispuesto de unas tripulaciones entrenadas y proyectiles adecuados a las circunstancias.

## Desarrollo

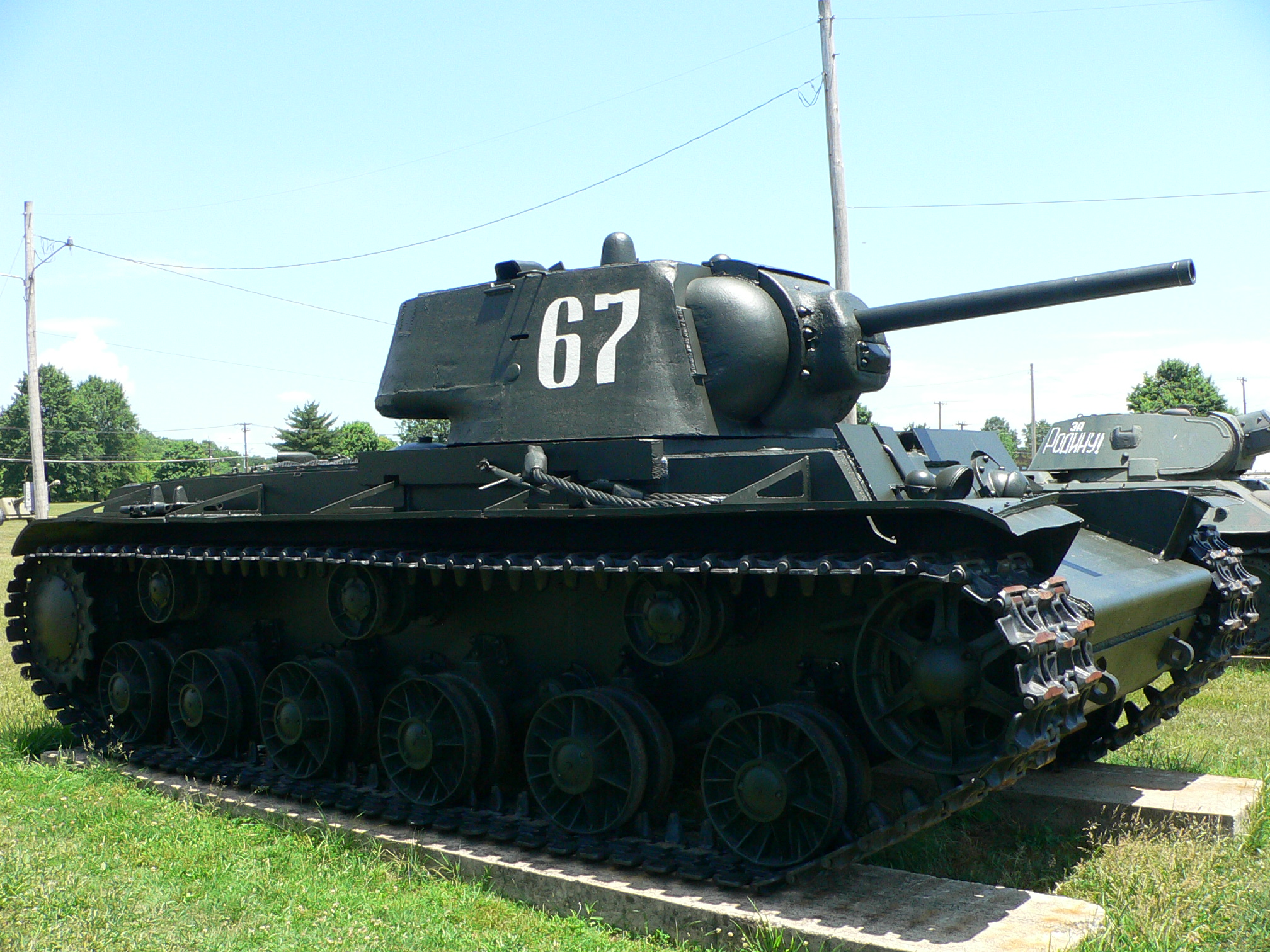
KV-1 en el United States Army Ordnance Museum (Aberdeen)

A pesar de todo y gracias a su inicial superioridad, el KV-1 fue uno de los pocos carros de combate soviéticos elegidos para continuar su producción después de la reorganización de la producción de carros soviética. Debido a la estandarización compartió el mismo motor, transmisión y cañón que el T-34, fue construido en grandes cantidades y recibió frecuentes mejoras. La ventaja de su motor frente a los carros alemanes era el uso del gasóleo, menos inflamable y con mayor autonomía, pero que suministraba una potencia inadecuada para el peso del KV.
La producción del KV-2 se detuvo cuando su fabricación fue trasladada a la ciudad de Tankogrado. Aunque impresionante sobre el papel, el KV-2 había sido diseñado como destructor de búnkeres con poca movilidad y no era útil en el tipo de guerra móvil y fluida que se desarrollaba en la Segunda Guerra Mundial. La torreta era muy pesada, era difícil de desplazar por terrenos poco nivelados y su producción era muy cara. Solo se produjeron unos 250 KV-2, todos ellos entre 1940 y 1941.
El KV-1 siguió aumentando el espesor de su blindaje para compensar el aumento de la efectividad del armamento alemán. Este proceso culminó en el KV-1 modelo 1942 (KV-1C) que estaba muy acorazado pero al que no se dotó de un mejor motor para compensar el aumento de peso. Las tripulaciones hicieron notar que aunque estaban bien protegidos, su movilidad era pobre y no ganaban en potencia de fuego sobre el T-34.
En respuesta se desarrolló el KV-1S, más ligero, con una coraza más delgada y una torreta menos alta con la intención de ganar más velocidad. De todas formas, el adelgazamiento de la armadura llevó a preguntarse por qué producir este modelo cuando el T-34 podía hacer lo mismo que el KV de una forma más barata. A mediados de 1943 el programa de carros de combate pesados soviético estaba a punto de cancelarse.
La aparición del Panther alemán en el verano de 1943 convenció al Ejército Rojo de la necesidad de actualizar sus fuerzas acorazadas por primera vez desde 1941. Los soviéticos necesitaban carros de combate mayores para contrarrestar el creciente número de Panther y Tiger alemanes.
Una actualización menor de la serie KV fue el KV-85, basado en el KV-1S con una nueva torreta diseñada para el KV-13 y que montaba el cañón de 85 mm D-5T usado en el SU-85 y en las primeras versiones del T-34-85. La gran demanda del cañón de 85 mm afectó la producción de este modelo y solo se produjeron 130 unidades durante el otoño-invierno de 1943-44 antes de que el diseño fuera reemplazado.

## Sucesor
Un nuevo carro de combate pesado entró en producción a finales de 1943 basado en el KV-13. Debido a que Kliment Voroshilov cayó en desgracia, la nueva serie de carros pesados fue llamada Iósif Stalin. El diseño KV-13 prototipo IS-85, fue aceptado para su producción como IS-1. Después de probarlo con cañones de 100 mm y 122 mm, se adoptó el de 122 mm como armamento principal, al haber demostrado su capacidad de penetrar la armadura del Panther alemán. El cañón de 122 mm tenía un alcance superior y había un excedente de producción en las fábricas soviéticas para el cañón y la munición. El IS-2 (llamado a veces IS-122 en los informes) reemplazó al IS-85 y empezó su producción en masa como IS-2.
Varios carros KV continuaron en servicio hasta el fin de la guerra cada vez en menor número al ir desgastándose o ser destruidos por el enemigo. El Regimiento de Tanques Pesados de la Guardia n.º 260 que operaba en el frente de Leningrado estaba equipado con cierto número de KV-1S hasta que en el verano de 1944 fue equipado con carros IS-2. Un regimiento de KV estuvo en servicio en Manchuria en 1945 y unos pocos KV-85S fueron usados en Crimea en el verano de 1944. El ejército finlandés capturó dos carros KV, uno modelo de 1940 y otro modelo de 1941 que pusieron a su servicio y que sobrevivieron a la guerra con unas pocas modificaciones. El ejército alemán usó un KV-2 capturado contra las fuerzas norteamericanas en el área del Ruhr en 1945.

## Modelos
Los soviéticos no catalogaron los modelos del KV-1 durante la guerra, por lo que las designaciones como modelo 1939 fueron introducidas posteriormente por publicaciones militares. De todas formas estas designaciones no son estrictas y se circunscriben a modificaciones importantes. Designaciones del tipo KV-1A fueron introducidas por los alemanes durante la guerra.
- KV-1

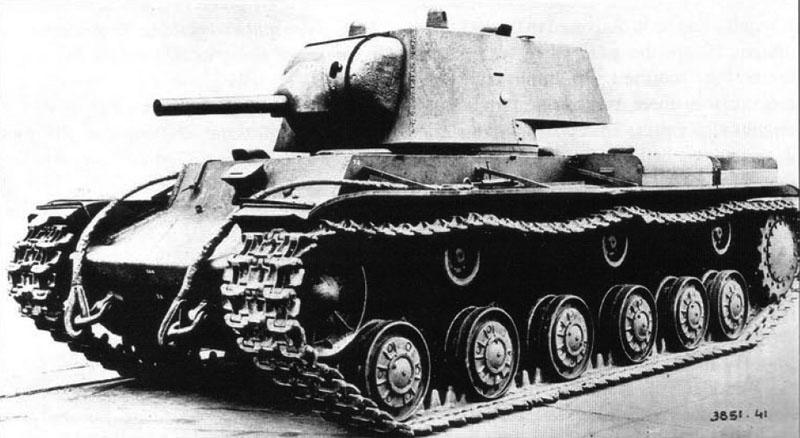
KV-1 modelo 1939

  - Modelo 1939 KV-1 modelo 1939 – Fueron los primeros modelos en producirse. Eran propensos a averiarse pero demostraron ser muy resistentes a las armas antitanque durante la Guerra de Invierno. Estaban armados con el cañón de 76 mm L-11. Se construyeron 141 unidades.
  - Modelo 1940 (KV-1A según la denominación alemana) – Equipado con el cañón de 76 mm F-32. Era la principal producción soviética en carros de combate pesados en el momento de la invasión alemana.
  - Obierkt 212 – Proyecto no realizado para instalar un obus Br-2 de 152 mm o B-4 de 203 mm.
  - Obierkt 220 – Proyecto para la instalación de un cañón de 85 mm que no entró en producción.
  - Modelo 1940 Ekranami (con pantallas) modelo 1941 o KV1-E – Equipado con el cañón F-32 y protección adicional.
  - Modelo 1941 (KV-1B) – Hubo dos modelos. En el de la torre de soldadura con blindaje aumentado, en el que el grosor de la coraza aumentó de 25 a 35 mm en la torreta, casco y laterales, y el de la torreta de fundición donde la torreta pasó a fabricarse a partir de un molde. Este modelo fue armado con el cañón F-34 y posteriormente con el ZiS-5 de 76,2 mm.
  - Modelo 1942 (KV-1C) – Con torreta más delgada hecha a partir de un molde o más gruesa pero soldada. Equipado con un motor mejorado y armado con el cañón ZiS-5 de 76 mm.
  - KV-1S modelo 1942 – Una variación del modelo 1942 con mayor velocidad y una armadura más ligera. La torreta se hizo más pequeña y la parte trasera del casco fue rediseñada. Se construyeron 1370 unidades.
  - KV-15-85 – Prototipo con cañón S-31 de 85 mm.
  - KV-6/7 – Proyectos de carros de asalto de cañones múltiples finalmente desechados.
  - KV-9 – Carro armado con obús M-30 de 122 mm.
  - KV-1K – Carro de combate normal pero con lanzadores de cohetes Katiusha, proyecto abandonado.
  - KV-10/11 – proyectos no iniciados al no existir más datos que sus nombres.
  - KV-12 – Proyecto de lanzador de fumígenos y agentes químicos que no entró en producción.
  - SU-152 – Cañón de asalto utilizando como base un chasis de KV-1S armado con cañón de 152 mm.
- KV-85 modelo 1843 – El modelo KV-1S con el cañón de 85 mm D-5T en la torreta de un IS-1. Se fabricaron 130 unidades de este modelo en septiembre-octubre de 1943 antes de que la serie IS entrara en producción.
- KV-13 – Designación para el prototipo resultante de un completo rediseño de la serie KV, y que dio como resultado la serie de carros IS-2. En sun principio en una versión en desarrollo de un carro tan bien blindado como los KV pero más ligero y maniobrable como el T-34.

### Variantes

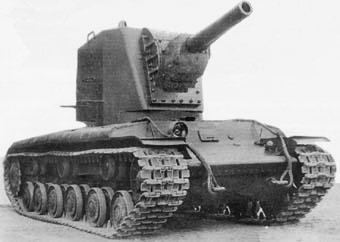
El KV-2 con su obús de 152 mm.

- KV-2 (334)  – Tanque pesado de asalto armado con el obús de 152 mm M-10, el KV-2 fue producido al mismo tiempo que el KV-1. Debido al tamaño y peso de la torreta y su cañón, el KV-2 era un vehículo de 54 Tm, relativamente lento y su perfil era mucho más alto que el del KV-1 haciéndolo más vulnerable. El peso extra dio como resultado un aumento de averías, por lo que[3] su producción se detuvo muy pronto, influenciada por el inicio de la Segunda Guerra Mundial. El KV-2 original se construyó sobre el chasis del KV-1 modelo 1939 mientras que el mejorado "KV-2B" se construyó sobre el chasis del KV-1 modelo 1940.
- KV-8 (42) – Un KV-1 equipado con un lanzallamas en la torreta junto a la ametralladora. Para poder dejar espacio al lanzallamas el cañón principal se redujo a uno de 45 mm pero con la apariencia de uno estándar de 76 mm.
- KV-8S (25) – Un KV-1S con la ametralladora reemplazada por un lanzallamas y el cañón principal reducido a uno de 45 mm.
- KV-14 – Denominación para un prototipo de un cañón autopropulsado de 152 mm, aceptado para el servicio como SU-152.